# 孫瑜 (天順進士)
孫瑜（1435年—？），字孟脩，直隸順德府□□縣人，明朝政治人物。進士出身。

## 生平
順天府鄉試第三十四名。天順四年（1460年）庚辰科會試第三十六名，殿試登進士第二甲第四十七名。

## 家族
曾祖孫世諒。祖父孫伍。父亲孫能，曾任劍州吏目。
历任刑部主事、开封府知府，事务剧烦，处之有法，不以为劳。持己以廉，去世时，至无敛具。